# Ачар
Ачар (індонез. і малай. acar) — страва індонезійської, малайської та сінгапурської кухонь. Являє собою різновид пікулів: дрібно нарізані овочі одного або різних видів, приготовані в особливому маринаді з додаванням цукру і спецій.
Найчастіше для приготування страви використовуються огірок, морква, ріпчаста цибуля, цибуля-шалот, перець чилі. Овочі можуть піддаватися маринування як в сирому вигляді, так і після бланшування або пасерування.
Ачар може слугувати закускою або гарніром, а також використовуватися як соус для тушкування риби, морепродуктів або м'яса. В останньому випадку готова тушкована страва зазвичай також називається «ачар».

## Походження та поширення

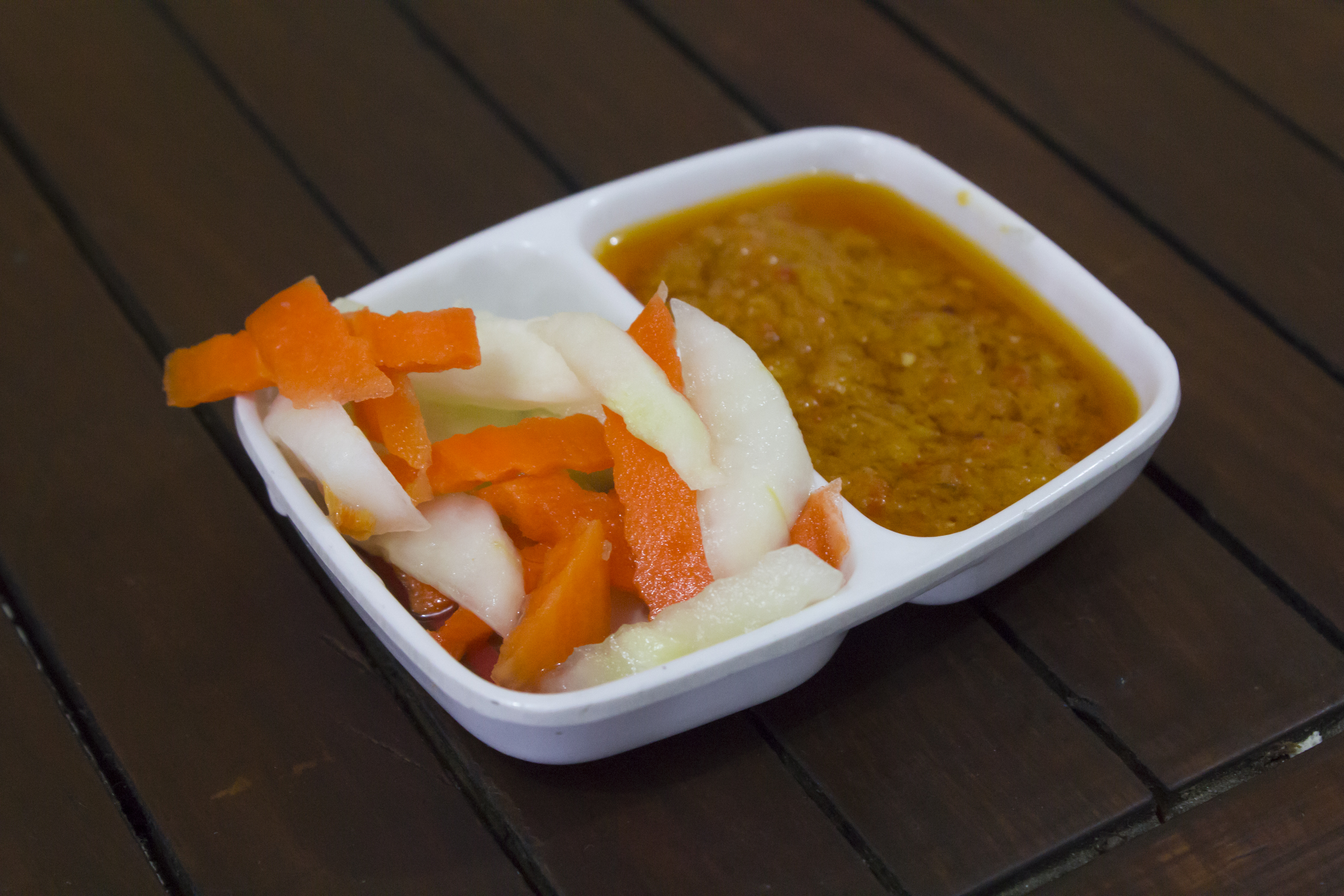
Ачар, поданий як приправа разом з перцевою пастою — самбалом

Практика маринування овочів, що забезпечує не тільки надання їм додаткових смакових якостей, але й досить тривале зберігання, особливо в умовах екваторіального клімату, поширилася на Малайському архіпелазі та Малакському півострові під впливом індійської кухні, традиційно сильним у Південно-Східній Азії. Сама назва «ачар» має індоіранське походження: в північних районах Індії і Пакистані так називаються місцеві різновиди пікулів. Крім того, багато овочів, що найбільш часто використовуються для ачара, зокрема, огірок та моркву, було в різний час запозичено жителями Малайського архіпелагу і Малакки в процесі їх контактів з народами Південної Азії. Деякі дослідники вважають, що додатковим чинником популяризації ачара в Індонезії став вплив європейських кулінарних традицій: вживання пікулів як закуски широко практикувалося в середовищі нідерландських колонізаторів.
Ачар є популярною стравою в багатьох районах Індонезії, Західної і Східної Малайзії, а також у Сінгапурі та Брунеї. Він також отримав певне поширення за межами цих країн, зокрема, у суміжному з Малайзією Таїланді, а також у Нідерландах, які з колоніальних часів зберігають досить тісні соціокультурні зв'язки з Індонезією.

## Приготування і різновиди
Основа ачара може бути однокомпонентною, однак, як правило, являє собою більш або менш рівномірну суміш з трьох-чотирьох видів різних овочів. Повсюдно найбільш популярні як інгредієнти цієї страви — огірок, морква, цибуля-шалот і ріпчаста цибуля. Також з цією метою використовуються різні види стручкового перцю, помідор, чайот їстівний, хікама, рідше капуста, часник, плоди амбарелли, стручкова квасоля, молода кукурудза, а також різні види вігни і такі фрукти, як ананас і манго
Більшість видів овочів і фруктів нарізають дрібними шматочками, скибочками або соломкою: у страву йдуть дрібні стручки перцю, плоди амбарелли або часточки часнику. Огірки можуть використовуватися як в очищеному вигляді, так і з шкіркою, помідори — як червоні, так і зелені, із стручкового перцю перед нарізкою заведено виймати насіння.

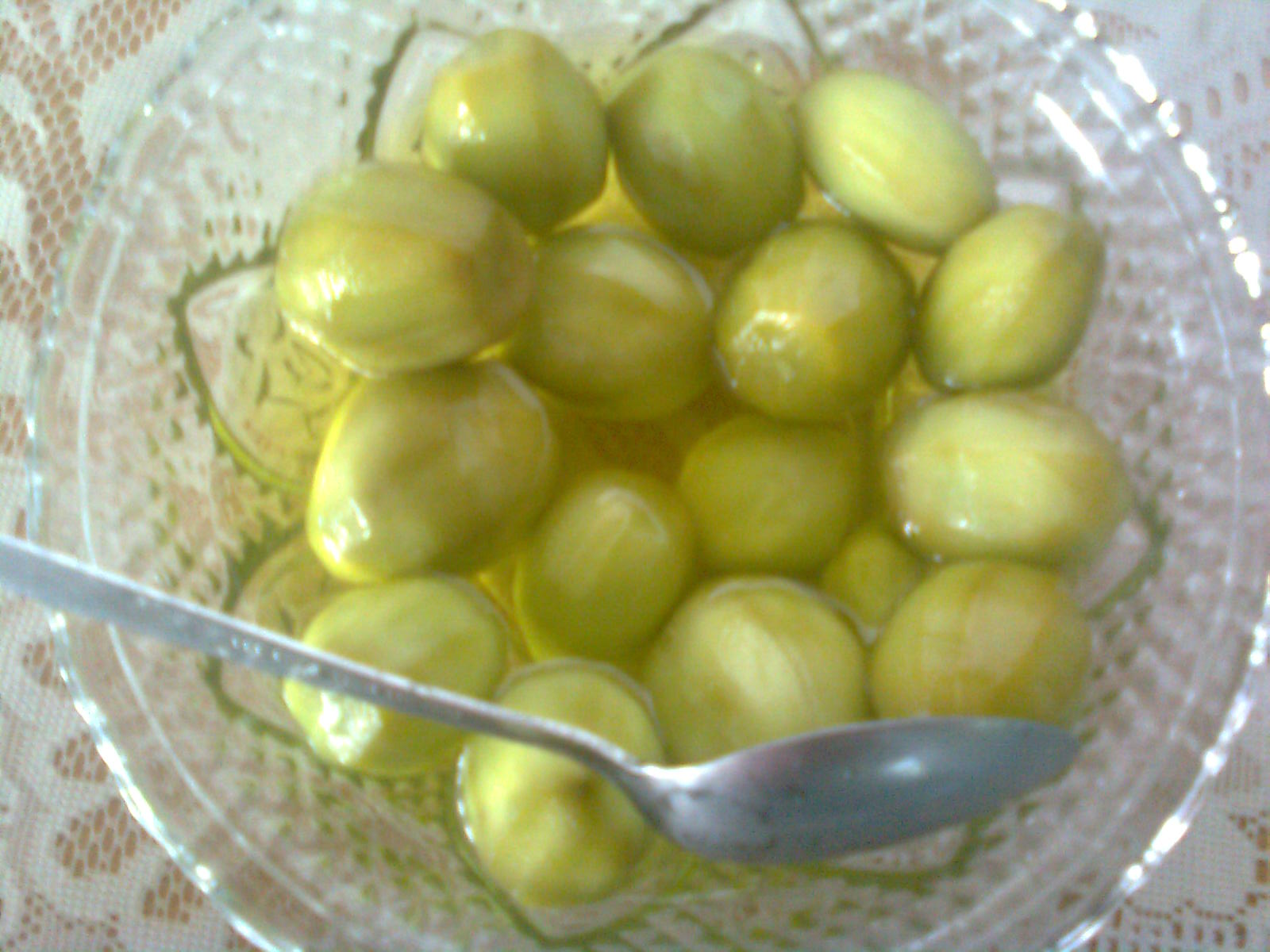
Ачар з плодів амбарелли. Острів Банка, Індонезія

Овочі часто піддаються маринування в сирому вигляді — такі види страви зазвичай називаються «свіжий ачар» (індонез. acar segar), однак багато рецептів передбачають їх попереднє бланшування або пасерування, деякі — обсмаження в подрібненому червоному перці або товченому арахісі. Основою маринаду майже завжди служить оцет, в тій чи іншій пропорції розведений водою. У більшості випадків у нього додають звичайний або пальмовий цукор, досить часто сіль, сік лайма чи лимона і різні спеції: імбир, цимбопогон, калган, лумбанг, подрібнений перець чилі або часник. Іноді як добавка використовується також куркума, яка надає овочевій суміші не лише додатковий смаковий відтінок, але й інтенсивний жовтий колір — тому подібний різновид ачара традиційно називається «жовтий ачар» (індонез. і малай. acar kuning).
Маринад може бути холодним, але нерідко доводиться до кипіння — особливо у разі додавання в нього значної кількості цукру і спецій. Тривалість процесу маринування може суттєво змінюватись: у більшості випадків страва вважається готовою вже через кілька хвилин після заливання рідиною, однак іноді цей термін доходить до доби.
Традиційно деякі міста і місцевості спеціалізуються на певних видах ачара, мають якісь особливості в плані складу основних інгредієнтів або маринаду. Так, наприклад, кулінарним спеціалітетом індонезійського острова Банка є ачар з плодів амбарелли в дуже солодкому маринаді, західної частини острова Тимор — ачар з квітів сесбанії крупноквіткової в маринаді з додаванням креветкової пасти, а яванського міста Пурвокерто — ачар з огірка, помідора і цибулі шалот, виготовлений без оцту: овочі бланшуються у відварі куркуми, часнику, чорного і червоного перцю.

## Подача і вживання

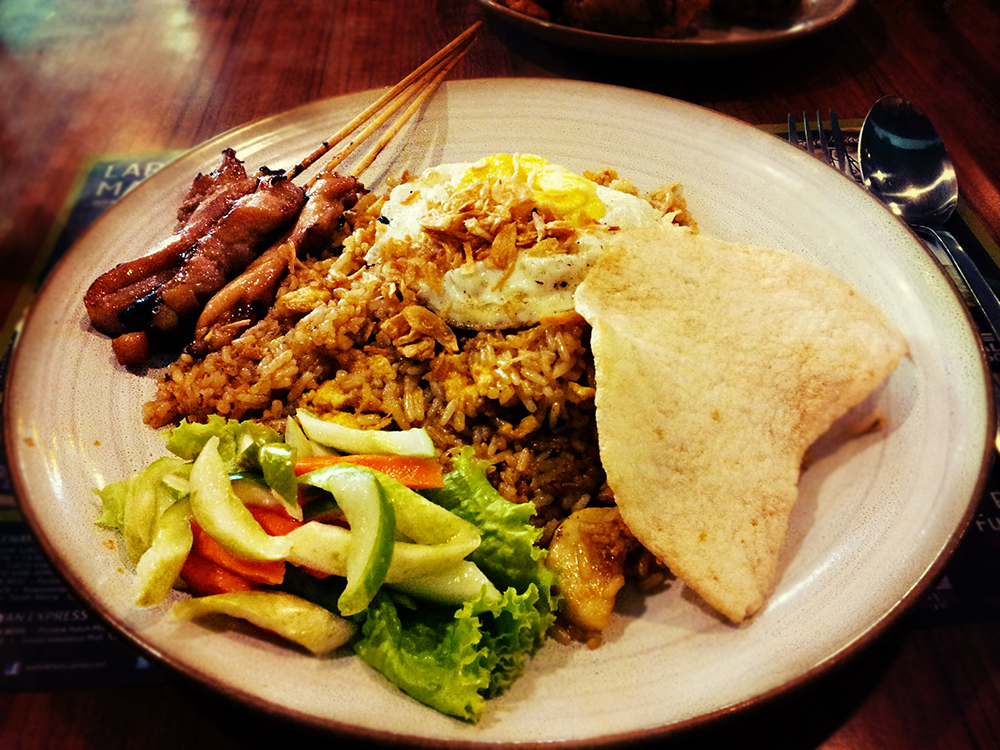
Ачар, поданий як гарнір до насі-горенг разом з сате і крупуком

Ачар часто заготовляється про запас. Термін його зберігання значною мірою залежить від складу маринаду: в щільно закритій ємності він може зберігатися принаймні кілька днів при кімнатній температурі, а в холодильнику — значно довше.
Ця страва дуже популярна в домашній кухні, а також часто подається в закладах громадського харчування. Вона може слугувати як самостійною легкою закускою, так і гарніром або приправою до основних страв. Особливо часто ачар супроводжує такі спеціалітети індонезійської, малайської і сінгапурської кухні, як насі-горенг і сате, а також різні м'ясні і рибні страви. У таких випадках порція маринованих овочів зазвичай викладається на одну тарілку з основною стравою або ж, рідше, подається в окремій невеликій мисочці поряд з іншими приправами.
Крім того, в Індонезії та Малайзії ачар також використовується як соус для тушкування. Особливо часто в ньому готуються риба і морепродукти. Готову страву в таких випадках зазвичай також називається «ачар», а назва основного продукту як правило слугує визначенням: «рибний ачар» (індонез. acar ikan), «креветковий ачар» (індонез. acar udang). Деякі з таких страв мають традиційну прив'язку до певної місцевості: так, креветковий ачар вважається кулінарним спеціалітетом суматранського міста Палембанг, а томлені в ачарі качині яйця користуються особливою популярністю в калімантанському Банджармасіні.